# Darius Vassell
Darius Vassell (Birmingham, Inglaterra, 13 de junio de 1980) es un exfutbolista inglés. Jugaba como delantero y su primer equipo fue el Aston Villa. Es hijo de inmigrantes jamaicanos.[cita requerida]

## Trayectoria
Vassell inició su carrera profesional en el Aston Villa, debutando en agosto de 1998. En julio de 2005 fue traspasado al Manchester City, que pagó por él más de 2,9 millones de euros.
No obstante, Vassell no rindió como se esperaba de él en un primer momento, y en las últimas temporadas permaneció como suplente. Para la temporada 2009-10 el Ankaragücü turco se hizo con sus servicios, pasó una temporada ahí hasta que se fue libre al Leicester City. Vassel a pesar de ser un 9 puro sus números goleadores no eran muy sorprendentes siendo su mejor temporada 12 goles en 36 partidos en la temporada 2001-02.
Sin equipo desde 2012, el 28 de enero de 2016 hizo oficial su retirada.

## Selección nacional
Vassell debutó con Inglaterra el 13 de febrero de 2002, en un partido amistoso contra Países Bajos con resultado de 1 a 1. Llegó a ser convocado para el Mundial de Fútbol de 2002. Participó en tres partidos apareciendo solamente en uno como titular. En 2004 fue llamado por su selección para disputar la Eurocopa en Portugal. Vassell es recordado por fallar el penalti decisivo en cuartos de final ante el equipo anfitrión, Portugal.

### Participaciones en Copas del Mundo
| Mundial                        | Sede                  | Resultado        |
| ------------------------------ | --------------------- | ---------------- |
| Copa Mundial de Fútbol de 2002 | Corea del Sur y Japón | Cuartos de final |

### Participaciones en Eurocopas
| Eurocopa         | Sede     | Resultado        |
| ---------------- | -------- | ---------------- |
| Eurocopa de 2004 | Portugal | Cuartos de final |

## Clubes
| Club                  | País       | Año       |
| --------------------- | ---------- | --------- |
| Aston Villa F. C.     | Inglaterra | 1998-2005 |
| Manchester City F. C. | Inglaterra | 2005-2009 |
| Ankaragücü            | Turquía    | 2009-2010 |
| Leicester City F. C.  | Inglaterra | 2010-2012 |